# Linguagem de programação de primeira geração
A primeira geração de linguagem de programação ou 1GL é conhecida como linguagem de máquina (ou binária), que usa apenas 0 (zero) e 1 (um) para programar softwares.